# NGC 7382
NGC 7382 é uma galáxia espiral (Sa) localizada na direcção da constelação de Grus. Possui uma declinação de -36° 51' 25" e uma ascensão recta de 22 horas, 50 minutos e 23,8 segundos.
A galáxia NGC 7382 foi descoberta em 1 de Setembro de 1834 por John Herschel.